# Jean-François Piot
Pour les articles homonymes, voir Piot.
Jean-François Piot, né le 28 mars 1938 à Paris et mort le 6 novembre 1980 au Maroc, est un pilote de rallye français.
Il meurt à 42 ans après une sortie de route lors du rallye du Maroc (alors qu'il était en tête), quelques semaines après avoir remporté le rallye de Tunisie.

## Biographie
Successivement pilote officiel pour Renault, Alpine et Ford, Jean-François Piot était un pilote reconnu dans son milieu. 
Après sa carrière remarquée au volant, il dirigea le service presse-communication de Honda-France, pendant plusieurs années. 

## Palmarès

### Rallye
- Participation au titre de Champion du monde des Constructeurs pour Alpine-Renault en 1973 (6e au rallye Monte-Carlo comme pilote semi-officiel, avec alors Jean-Luc Thérier, Jean-Pierre Nicolas, Bernard Darniche, Jean-Claude Andruet et Ove Andersson, et surtout deuxième du Tour de Corse comme pilote officiel cette fois, ainsi que 3e du championnat de France des rallyes en 1972, sur Porsche 911 S & Ligier JS2 (avec Michel Vial pour copilote);

- Tour de Corse : 1966 (Renault 8 Gordini 1440 proto; copilote Jean-François Jacob);
- Coupe des Alpes : 1966 en catégorie Sport Prototype (Renault 8 Gordini 1440 proto; copilote Jean-François Jacob);
- Rallye Sanremo : 1967 (Renault 8 Gordini 1440 proto; copilote Roure) (1er français vainqueur de cette épreuve);
- Rallye Munich-Vienne-Budapest (Rallye des Trois Cités): 1967 (Renault 8 Gordini 1440 proto; copilote Jean Brenaud);
- Critérium alpin : 1968 (Alpine Renault A 110), et 1970 (Ford Escort RS 1600; copilote Jean Todt);
- Rallye Monte-Carlo : 1969 (1er en groupe 2,; copilote Jean Todt - 4e au général);
- Critérium de Touraine : 1969 (Ford Escort TC); copilote Jean Todt;
- Critérium Jean Behra : 1969 (Ford Escort TC);
- Tour de France automobile : 
  - 1969 (1er en groupe 2, Ford Capri RS 2 300 cm3, avec Jean-Paul Behra - 6e au général);
  - 1973 : sur Porsche groupe 4 ; copilote Jacques Hoden ;
- 1 000 kilomètres de Paris : 1969 (1er en groupe S, Ford GT 40, avec Michel Martin - 5e au général);
- Rallye du Mont-Blanc : 1970 (Ford Escort RS 1600; copilote Plançon);
- Rallye Monte-Carlo : 1972 (1er en groupe 3, Ford Escort RS 1600 ; copilote Jim Porter) ;
- Rallye de Tunisie : 1980 ;
  - 2e du rallye Mistral : 1969 (sur Ford Escort TC, copilote Jean Todt);
  - 2e du rallye du Touquet : 1970 (sur Ford Escort TC, copilote Jean Todt);
  - 2e du rallye du Lyon-Charbonnière : 1971 (sur Ford Escort TC, copilote Jim Porter);
  - 2e du Tour de Corse : 1973 (sur Alpine A110 1800; copilote Jean de Alexandris - vainqueur de 3 épreuves spéciales);
  - 3e du Tour de Corse : 1969 (sur Ford Capri 2 600 cm3; copilote Jean Todt) (6e en 1970);
  - 3e de l'Alpenfahrt d'Autriche (en Championnat International des Marques) : 1970 (sur Ford Escort TC; copilote Jean Todt);
  - 3e de la Coupe des Alpes : 1971 (sur Ford Escort TC; copilote Jim Porter);
  - 3e de la Ronde Cévenole : 1971 (sur Ford Escort TC; copilote Jim Porter) et 1974 (sur Renault 17);
  - 4e du tour de France automobile : 1972 (sur Porsche 911 S; copilote Michel Vial (hu)) ;
  - 4e du rallye Monte Carlo : 1969 (sur Ford Escort TC, copilote Jean Todt);
  - 5e du rallye Monte Carlo : 1972 (sur Ford Escort GT/E, copilote Jim Porter);
  - 5e du rallye Monte Carlo : 1975 (sur Renault 17 Gordini version 1 800 cm3, 2e des voitures de tourisme en groupe 2; copilote Jean de Alexandris)[1].

(nb: Jean Todt, aujourd'hui président de la Fédération internationale de l'automobile, fut son coéquipier durant les saisons 1969 et 1970)

### Circuits
- Quatre participations aux 24 Heures du Mans :
  - 1964 (avec Jean-Louis Marnat sur Triumph Spitfire 1.1L I4, écurie Standard Triumph Ltd.);
  - 1965 (avec le Belge Claude Dubois sur Triumph Spitfire 1.1L I4, écurie Standard Triumph Ltd.: classés alors 14e);
  - 1972 (avec Guy Ligier sur Ligier JS2 à moteur Maserati 3.0L V6);
  - 1973 (avec le Suisse Peter Zbinden sur Porsche 911 Carrera RSR 2.8L Flat-6, écurie Porsche Club romand);
- 1966 Coupe du Roi, circuit Spa-Francorchamps
- 1968 3e du Grand Prix de Paris GT (sur Alpine A110[2]);
- 1969 5e des 1 000 kilomètres de Paris (sur Ford GT40).